# 김응천
김응천(金應天, 1935년 3월 2일 ~ 2001년 6월 11일)은 대한민국 서울에서 출생한 영화감독 겸 영화 각본가이다.

## 학력
- 서울 경기중학교 졸업
- 서울 경기고등학교 졸업
- 서울대학교 철학과 중퇴

## 생애
서울대학교 철학과를 중퇴한 그는 1956년 연합신문의 문화부 소속 기자로 있다가 2년 후(1958년) 기자직을 사직하고 이듬해(1959년) 28세의 나이로 영화 《영광의 침실》로 영화감독 데뷔하였다.
초창기 그의 영화는 주로 멜로물을 다루었으나 점차 중고생들을 상대로 한 하이틴 영화를 만들어내는 감독으로 변모하였고 1970년대에 많은 명성을 얻었다. 1978년 작품 우리들의 고교시대는 당시 하이틴 영화의 대표적 감독인 문여송, 석래명 감독과 함께 만든 옴니버스 영화로 기념비적인 작품이다.
그는 임권택 감독 다음으로 많은 작품을 남겼으며 흥행작품 또한 많이 남겼다. 주요 작품에는 여고 졸업반 (1975), 푸른 교실 (1976), 우리들의 고교시대 (1978), 모모는 철부지 (1979), 달려라 풍선 (1980) 등의 하이틴 영화와 지미는 슬프지 않다 (1963), 낯선 곳에서 하룻밤 (1980) 등의 성인 영화가 있다.
그는 1961년 소설가로 활동한 적 있으며 1986년 배우로도 활동한 적이 있다. 그가 배우로서 출연한 영화는 《욕망의 거리》이며 단역으로 출연하였다. 2001년 6월 11일 그는 임파선암으로 사망하였다.

## 주요 영화 작품
- 부부교대 (1973)
- 천사의 메아리 (1973)
- 여고 졸업반 (1975)
- 애처일기 (1975)
- 푸른 교실 (1976)
- 첫눈이 내릴 때 (1977)
- 고교 우량아 (1977)
- 이 다음에 우리는 (1977)
- 고교 명랑교실 (1978)
- 우리들의 고교시대 (1978)
- 모모는 철부지 (1979)
- 달려라 풍선 (1980)
- 내 이름은 마야 (1981)
- 갈채 (1982)
- 대학 얄개 (1982)
- 대학 신입생 오달자의 봄 (1983)
- 스물하나의 비망록 (1983)
- 열아홉살의 가을 (1984)
- 불타는 신록 (1984)
- 밤마다 천국 (1985)
- 욕망의 거리 (1986)
- 말괄량이 대행진 (1986)
- 얄숙이들의 개성시대 (1987)
- 그녀와의 마지막 춤을 (1988)
- 담다디 (1989)

## 기타 이력
- 1986년 한양대학교 연극영화학과 초빙교수
- 1987년 중앙대학교 연극영화학과 겸임교수
- 1988년 서울예술전문대학 영화학과 전임강사